# 386
Năm 386 là một năm trong lịch Julius.